# Linter
Linter és un municipi belga de la província de Brabant Flamenc a la regió de Flandes. Està compost per les seccions de Linter, Drieslinter, Melkwezer, Neerhespen, Neerlinter, Orsmaal-Gussenhoven, Overhespen i Wommersom.